# Svoradov
Svoradov je vysokoškolský internát v Bratislavě, Starém Městě, Svoradova ulice č.13, od svého založení v roce 1922 až do roku 1945 nejdůležitější místo formování slovenské katolické inteligence.

## Začátky
Po založení Univerzity Komenského v Bratislavě v roce 1919 nastal velký problém s ubytováním studentů, protože v Bratislavě neexistoval žádný vysokoškolský internát. Proto se část katolických studentů obrátila na kněze Eugena Filkorna, který měl zkušenosti ze zakládání středoškolských kolejí v době Rakouska-Uherska. V roce 1922 se Eugen Filkorn dohodl se správou sirotčince svaté Alžběty, který se nacházel na místě dnešního Svoradova, že se tam budou moci ubytovávat studenti. 
Prostory však byly velmi nevyhovující, proto se rozhodlo o výstavbě prvního moderního internátu na území Bratislavy. Pro tento účel se založil podpůrný Spolek Kolegia svatého Svorada pod vedením trnavského biskupa Pavola Jantausche. Zakládající a doživotní členové věnovali 2000 resp. 500 Kčs, řádní platili ročně 20 Kčs. Hlavním cílem Spolku bylo zakládat, podporovat a vydržovat internáty. Filkorn zvolil pro vznikající internát název Svoradov podle sv. Svorada. Spolek kolegia sv. Svorada se stal garantem výstavby a správy internátu. Jeho členy kromě několika slovenské biskupů byli i kněží - politici: papežský prelát Andrej Hlinka, ThDr. Jozef Tiso, Ferdiš Juriga nebo Tomáš Růžička. Výstavba stála 1 100 000 korun. Z nich se v Americe Filkornovou zásluhou podařilo nasbírat 200 000 Kčs, 200 000 Kčs dala bratislavská župa, 200 000 slovenští biskupové (biskup Ján Vojtaššák přispěl 50 000 korunami). Také sbírky po celém Slovensku vynesly nezanedbatelnou částku. Zbytek peněz poskytly jako úvěr banky. 
Po postavení „starého Svoradova“, kam se první studenti nastěhovali v roce 1926, 29. června 1926 posvětil rožňavský biskup Michal Bubnič základní kámen „nového Svoradova“. Na slavnosti řečnil Ferdiš Juriga. Začátkem roku 1927 si Spolek Kolegia sv. Svorada podal žádost o zřízení telefonu. Dnes vyznívá zajímavě, že policie musela dát vyjádření, zda k tomu nemá "politických námitek". Dne 1. května 1928 biskup Pavol Jantausch posvětil křídlo „nového“ Svoradova za účasti ministra školství Milana Hodži. Policii neušlo, že místo státní hymny se zpívala píseň Hej, Slováci a vlály bílo - modro - červené a bílo - žluté zástavy. Výstavba dalších traktů Svoradova trvala postupně až do roku 1939.

## Život na Svoradově
Zajímavý byl vnitřní řád internátu, který se vyznačoval téměř spartánským duchem. Budíček pro všechny byl v 7.00, pak bohoslužba, snídaně, přednášky, ve 12.00 oběd, opět přednášky, v 18.00 večeře, mše a do 23.00 studium. Stanovy byly napsány v křesťanském a národním duchu. Jelikož Svoradov byl čistě chlapecký internát (na začátku existence zde bydleli hlavně právníci a medici, později přírodovědci a technici), přísně se dbalo na morálku. Mimo jiné bylo zakázáno v jeho prostoru politizovat, naopak kouření na pokojích bylo povoleno. Existovala zde volejbalová a fotbalová mužstva. Mše se sloužily v kapli Panny Marie s impozantní mozaikou od Šimkoviče z roku 1932 (v roce 1949 byla rozebrána a dnes je v kostele na Kalvárii v Horském parku). V roce 1949 kaple zanikla a nahradily ji pokoje - tento stav trvá dodnes. Ve Svoradově byla knihovna, knihy do ní věnovalo vydavatelství Lev z Ružomberka či nakladatelství L. Mazáč z Prahy. Fungovala čítárna, kde byl denní tisk a časopisy, také hudební kroužek, který měl vlastní nástroje. Studenti mohli využívat tělocvičnu. Ředitelem internátu byl Eugen Filkorn, postava požívající všeobecnou úctu pro svůj vztah ke studentům a pro způsob udržování ducha Svoradova. Ekonomickým správcem byl Tomáš Beneš a za duchovní správu odpovídal lazarista Ján Hutyra. Sestřičky vincentky měly na starost stravu. 
Bydlet na Svoradově byla pocta (kdo se chtěl ubytovat, musel mít doporučení), vždy se na něj hlásilo více lidí, než bylo míst a to i poté, když vznikl druhý, státní internát Lafranconi. Mezi Svoradovem a Lafranconi byla zdravá rivalita. Staly se středisky studentského hnutí, Svoradov křesťansko - nacionálního, ovlivňovaného zejména osobností a politikou Andreje Hlinky a Lafranconi střediskem diferencovaných studentských proudů, od agrárně - liberálních až po socialisticko - komunistické. To odpovídalo i demokratickému pluralismu tehdejšího politického života. 
Svoradov byl soběstačným po stránce ekonomické, protože k němu patřil mlýn v Podunajských Biskupicích a 90 ha velký statek v Torcsi (dnes část obce Dunajská Lužná), kde se pěstovala zelenina a chovala domácí zvířata. Za ubytování a stravu studenti platili, stejně jako za každou zkoušku (a to i během trvání Slovenského státu). Nejchudší byli dotováni, mnozí z nich neplatili vůbec. Tito bydleli v takzvaných fundacionálních pokojích (platili jejich jednotlivé fary a sponzoři, v roce 1928 bylo 72 takových míst), nebo v stipendijních státních pokojích (v roce 1928 jich bylo 27). Prostředky pro studenty se získávaly i prodejem uměleckých děl. 
Na koleji bylo centrum Ústředí slovenského katolického studentstva (ÚSKŠ), které zahrnovalo asi 30 vysokoškolských a středoškolských spolků ze Slovenska. Nejznámějším byl spolek Moyzes, dalšími Tatran nebo Považan. Vydával se zde vlastní časopis Svoradov, ve kterém např. v roce 1935 vycházela studie o nacismu jako "novopohanství". Dalším periodikem byl Rozvoj, který byl určen středoškolákům. Studenti se věnovali i charitativní činnosti pro chudé obyvatele Bratislavy. Existovala zde tzv. malá univerzita, na níž měli přednášky mnozí významní činitelé, mezi nimi i mnoho českých profesorů. Kromě katolíků měli na Svoradově své pokoje i evangelíci. 
Od počátku své existence byl Svoradov v nemilosti ústřední vlády, která v něm viděla své ohrožení a považovala ho za „pařeniště“ luďáctví a často ho prověřovala policií. Například v roce 1938 Kolegium sv. Svorada požádalo o prostředky z podpůrné Masarykovy nadace. Byly mu zamítnuty. Policejní ředitelství to odůvodnilo účastí studentů na autonomistickým manifestacích či na demonstraci studentů proti pojmenování petržalského nábřeží po Tyršovi.

## Slovenský stát
Těsně před vznikem Slovenského státu, během tzv. Homolova puče 10. března 1939, byl internát obklíčen tanky československé armády a studenti se na něm zabarikádovali. Během války zde byla Vyšší vůdčí škola Hlinkovy mládeže a jistý čas i Akademická Hlinkova garda. Na půdě internátu během války několik let působila zajímavá postava - jezuita Tomislav Kolakovič z Chorvatska, který připravoval studenty na život církve v totalitě. Založil společenství Rodina, které po celém Slovensku uspořádalo mnoho svých buněk. Během Slovenského státu žilo na koleji cca 500 studentů. V tomto období se začalo se stavbou dalšího vysokoškolského katolického internátu na Wilsonově ulici v Bratislavě.

## Roky 1945–1989
Rok 1945 pro Svoradov znamenal zlom. Nastala atmosféra napětí. Po bombardování Bratislavy se sem uchýlil Slovenský červený kříž. Již v červenci 1945 byly všechny školy a internáty postátněné. I pro Spolek Kolegia sv. Svorada nastaly krušné časy. Do jeho čela byl zvolen biskup Ambróz Lazík. V roce 1946 Kolegiu nebyly ministerstvem vnitra schváleny nové stanovy. 23. května 1946 byla demonstrace studentů před Svoradovem napadena střelbou ozbrojenců Komunistické strany Slovenska, minimálně pět osob bylo zraněno. Před volbami v roce 1946 se na půdě Svoradova živě diskutovalo o založení katolické politické strany. Studenti pak podpořili Demokratickou stranu, jejímž volebním manažerem se stal svoradovčan Imrich Kružliak. Tato strana drtivě porazila Komunistickou stranu Slovenska (více než 60% hlasů oproti 30% KSS) V roce 1947 se obnovilo zatýkání studentů ze strany StB, které pokračovalo i v dalších letech. 
Po komunistickém převratu v únoru 1948 Spolku zabavili veškerý majetek a byl vymazán z registru. Začátkem padesátých let byl kvůli zlikvidování svoradovské tradice internát přejmenován na „Studentský domov Mirka Nešpora“ - partyzána, který neměl se Svoradovem nic společného. Tento název platil až do roku 2000, kdy mu byl navrácen původní název. V sedmdesátých letech 20. století na koleji bydlely především studentky ekonomie. Ty organizovaly "podzemní" katolické kroužky, kterých se často účastnil i tajně vysvěcený biskup Korec.

## Po revoluci 1989
Po listopadové sametové revoluci byl Svoradov v restituci vrácen katolické církvi, která ho nechala v bezplatném pronájmu Slovenské technické univerzitě. Od roku 1996 je ve vestibulu umístěna pamětní deska Eugenovi Filkornovi, (odhalil ji arcibiskup Ján Sokol), zůstala tam i busta Mirka Nešpora (práce od Trizuljaka). V devadesátých letech internát obývali hlavně studenti chemickotechnologické fakulty STU, od počátku 21. století převažují mladí umělci. Také se zde pravidelně setkávají bývalí svoradovčané, kteří založili Kruh přátel Svoradova. Na Svoradově má svou místnost i Slovenský katolický akademický spolek Istropolitan.

## Známí obyvatelé Svoradova
Svoradov dal Slovensku mnoho výjimečných lidí. Jde například o básníka katolické moderny, - lékaře Andreje Žarnova (byl při exhumaci pozůstatků povražděných polských důstojníků v Katyni, jeho verše zdobí pamětní desku E. Filkorna ve vestibulu), politiky Karla Sidora, Júlia Stana, Jozefa Kirschbauma, Antona Neuwirtha, Josefa Vicena (zakladatele vysílače Bílé legie po komunistickém puči), herce Gustáva Valacha, historika Františka Hrušovského, archeologa Bela Polla, zpěváka Štefana Hozu, právníky Vojtěcha Marka, Júlia Virsika, Františka Braxatorise, lékaře Františka Sýkoru, novináře a publicisty Imricha Kružliaka, diplomata Jozefa Augusta Mikuše, malíře Ladislava Záborského, básníka Severina Zrubce a mnoho dalších osobností. Chvíli tu dokonce bydlel i Gustáv Husák.

## Napsali o Svoradově

### Ze vzpomínek rabínaArmina Friedera
... Poté, co [6. října 1938 v Žilině] extremista Karol Sidor přešel k frakci Josefa Tisa, vládly zde mnohem umírněnější poměry a v tomto bodě se spokojili s prohlášením "autonomie", která byla pak oficiálně ratifikována v Praze. I když se zdálo, že umírnění zvítězili, klíčové pozice v aparátu byly kontrolovány extremisty. Dr. F. Ďurčanský byl jmenován ministrem spravedlnosti a propagandistický aparát byl svěřen Š. Machovi. Oba muži získali vzdělání v nejnebezpečnějším semeništi antisemitismu na Slovensku, v internátě univerzity Svoradov v Bratislavě, a došli k názoru, že politický antisemitismus je jedním z nejpopulárnějších a nejefektivnějších prostředků k získání masové podpory slovenského národa. Extremistická slovenské inteligence, mladá generace nenávidící Židy a organizující demonstrace a povstání proti nim, vyrostla v Svoradově. Byla to cvičná plocha pro rezervy aktivistů strany, rozsévačů rasismu a politického separatismu. 

### Ředitel Svoradova Eugen Filkorn o příchodu lazaristů na Svoradov a jejich činnosti
V té době zajisté z vyššího vnuknutí obrátil se na nás lazarista Jozef Danielik se žádostí, abychom přijali do ústavu (Svoradova) jejich dorost, kleriků, co do té doby studovali ve Štýrském Hradci (Graz) a doma měli pokračovat na teologické fakultě v Bratislavě. Žádosti nebylo možné nevyhovět. Vždyť veškerá starost o stravování, pořádek a čistotu v ústavě, o dodělávání potravin na statku byla svěřena milosrdným sestrám z kongregace sv. Vincenta. Byla zde však i jiná pohnutka. V klericích, kteří budou růst spolu s akademiky, viděl jsem budoucí vychovatele Svoradovčanů ... Najednou se našly vhodné místnosti, upravením chodby při kostelíku. Začali tam život přesně podle pravidel sv. Vincenta. Příkladný řeholní život kleriků, zejména jejich upřímná zbožnost, hlubokým dojmem působily na všech obyvatele ústavu.

### Eugen Filkorn o výtkách, že Svoradov byl „ľuďáckou baštou“
"Nikoho jsem se neptal při přijetí do ústavu, do jaké strany patří. Měli jsme tam československých lidovců v hojném počtu, agrárníků méně, ba i Čechů a v menším počtu i socialistů". 
Národní soud v rozsudku nad Filkornem z roku 1947 konstatuje: ... Obviněný (Filkorn) zachránil ve Svoradově osoby rasově pronásledované (židovského původu), ba i účastníků povstání (z Francie navrátivších se svoradovčanů).